# アルチャンダ・ケーブルカー

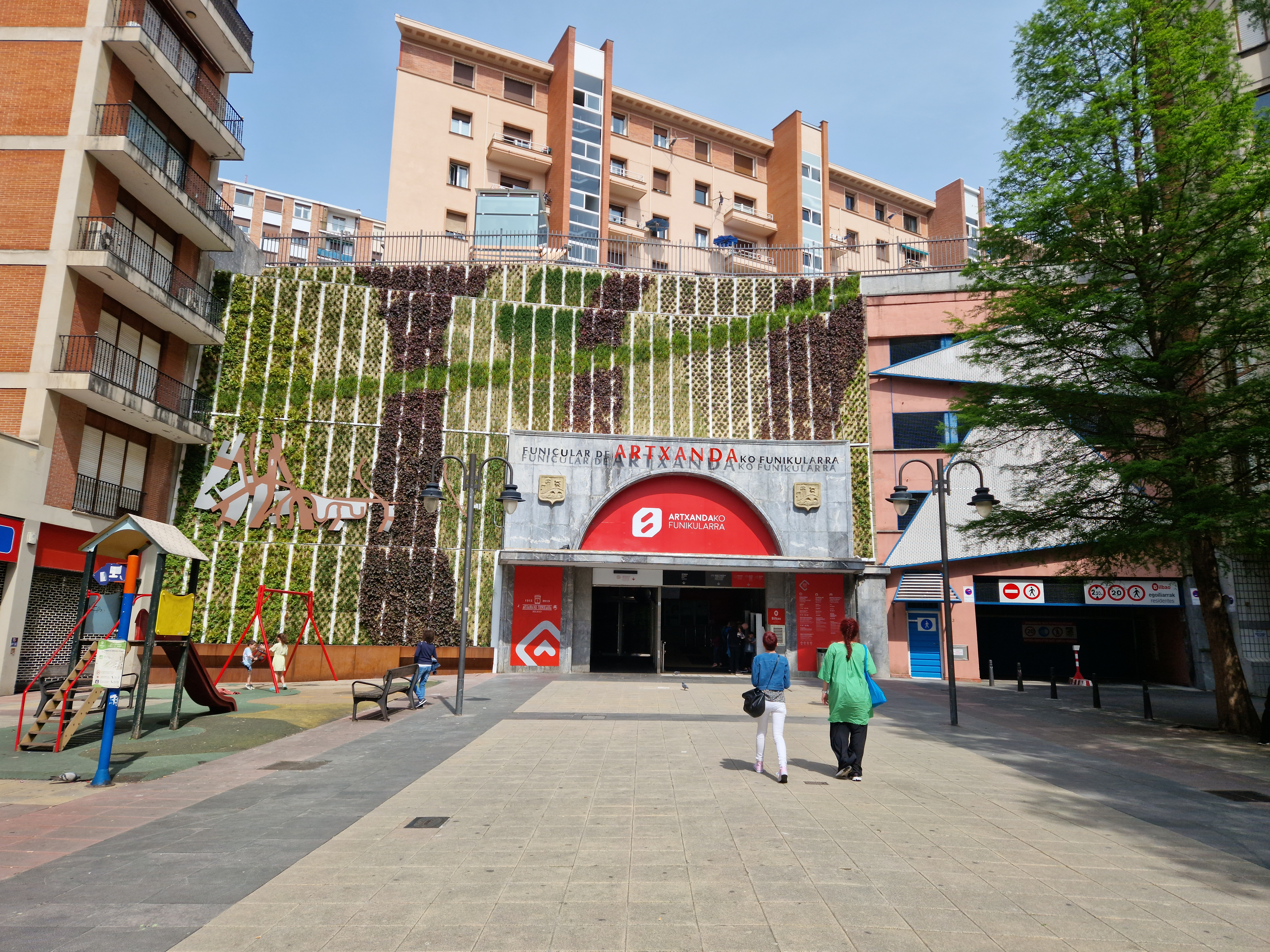
麓駅

アルチャンダ・ケーブルカー (バスク語: Artxandako Funikularra; スペイン語: Funicular de Artxanda)は、スペイン・バスク州ビスカヤ県ビルバオにあるケーブルカーである。スペイン語でケーブルカーはfunicular（フニクラール）であるため、日本では単にフニクラとも呼ばれる。
ビルバオ市街地にほど近いアルチャンダ山と繁華街を結んでいる。アルチャンダ山はレクリエーションエリアであり、公園、レストラン、ホテル、スポーツ施設が存在する。

## 歴史
ビルバオ市街地とアルチャンダ山を結ぶケーブルカーは1901年に初めて提案されたが、その時は財政難が理由で実現しなかった。現在のケーブルカーは1915年に開業し、1930年代後半のスペイン内戦中に爆撃による被害を受けたが、1938年に再開業した。1976年には複数の従業員が負傷した事故の後に閉鎖され、1983年4月まで営業を再開することはなかった。同年8月には洪水被害によって再び閉鎖されたが、同年11月に営業を再開した。

## 運行
麓駅はネルビオン川にかかるスビスリ橋のすぐ北側であり、ビルバオ・グッゲンハイム美術館から徒歩圏内である。終日15分おきに運行されており、切符は駅で購入するかクレディトランス（プリペイドカード）を使用することができる。
2005年の年間乗客数は453,000人であり、前年より5%増加した。ビルバオ市が所有するアルチャンダ・ケーブルカー株式会社によって運行されている。

## 路線データ
出典 : 公式サイト
- 路線距離: 770.34メートル
- 高低差: 226.49メートル
- 最大勾配: 44,98パーセント
- 最大乗車人員: 70人
- 所要時間: 3分
- 最高速度: 5メートル/秒
- 方式: 行き違い地点以外は単線